# Stilyagi
Stilyagi (Russo para "estilosos") foram um movimento de contracultura na uniao soviética, popular entre os anos 40 e os anos 60. U, stilyaga (russo:  стиляга; IPA: [sʲtʲɪˈlʲaɡə]) era conhecido pelas roupas da moda, preferencialmente estrangeiras, adquiridas de  fartsovshchiks (mercado clandestino). Eles eram conhecidos pela fascinação com modas e músicas estrangeiras, especialmente conectados com a Geração Beat.  
Hoje, o fenômeno stilyagi é considerado uma das tendências sociais históricas russas que se desenvolveu ainda mais durante o final da era soviética (notadamente o Período de Estagnação ) e permitiu visões "informais" sobre a vida, como hippies, punks e rappers .

## Características
Suas visões apolíticas, atitudes neutras ou negativas em relação à moralidade soviética e sua admiração aberta pelos estilos de vida modernos, em especial os americanos, foram características-chave que se desenvolveram lentamente durante a década de 1950.
No início do fenômeno, o visual stilyagi era mais uma caricatura, inspirado em filmes estrangeiros recentes. Feito para parecer o traje zoot, mas combinando cores diferentes e brilhantes. No final dos anos 50, o visual evoluiu para algo mais estiloso. O traje típico dos stilyagi incluía calças estreitas, jaquetas longas, gravatas estreitas, camisas de cores brilhantes e sapatos de sola grossa.
Geralmente, os stilyagi gostavam de música popular americana da década de 1940, especialmente swing e boogie-woogie, especialmente a música de Glenn Miller, Benny Goodman e a trilha sonora do filme Sun Valley Serenade . O filme se tornou instantaneamente um culto entre os stilyagi, e uma de suas canções, a famosa " Chattanooga Choo Choo ", serviu como seu hino não oficial. Os Stilyagi desenvolveram seus próprios estilos de dança originários do boogie-woogie e mais tarde também adotaram o rock-n-roll. 

## História e legado

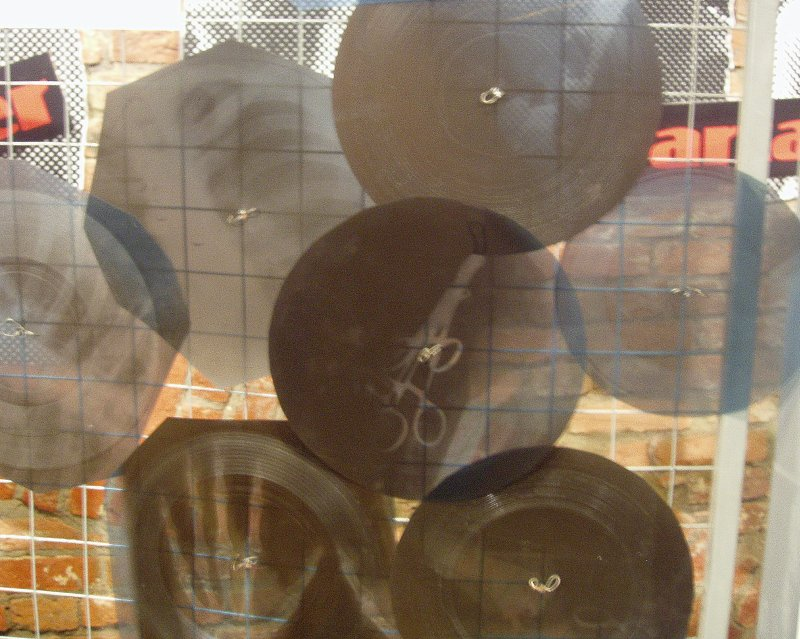
Uma seleção de "costelas", gravações ilícitas de 78 rpm cortadas em filme de raio X.

Os primeiros stilyagi eram da geração de jovens adultos na faixa dos vinte e poucos anos que viveram os tempos difíceis da crise econômica e da Segunda Guerra Mundial, o que os deixou preocupadso com o futuro. Muitos dos jovens que retornaram do exército foram fortemente influenciados pelo contato com países estrangeiros e pelas modas da época. Como resultado, muitas delas usavam roupas baseadas em imagens do exterior ( filmes de romance do início da década de 1940.
O movimento, apesar de aparentemente apolítico, era visto como subversivo pelas autoridades.
Os stilyagi foram amplamente reprimidos até a morte de Stalin em 1953, quando o desgelo que se seguiu o que permitiu que o estilo se tornasse uma contracultura . Em 1955, os stilyagi haviam adquirido respeito e desprezo de muitas camadas da sociedade e eram malvistos em instâncias políticas, mas se tornaram numerosos demais para serem reprimidos. Assim, em vez de tentar se livrar deles, a mídia e a política, incluindo o jornalismo, zombaram avidamente de seu estilo, retratando-os como ridículos, em oposição às partes "normais" da sociedade soviética.
Em meados da década de 1950, muitas pessoas foram presas por fazer gravações musicais em “ossos” (filmes de raios X revelados). Os considerados culpados de fabricar e distribuir tais gravações receberam de três a cinco anos de prisão em gulags pelo que o governo considerou lucro .
No final da década de 1950, o bordão "Hoje ele dança jazz, mas amanhã [ele] venderá [sua] terra natal" (Сегодня он танцует джаз, а завтра Родину продаст), era repetida para criticar os Stilyagi. Os Stilyagi foram reconhecidos como um movimento musical, artístico e de cultura pop oficial que mais tarde assumiu influências mais modernas, principalmente os gêneros musicais rockabilly, rock-n-roll e pop rock .
Após o festival internacional de 1957, a URSS se tornou mais aberta à cultura moderna. A proibição oficial da música jazz foi removida, e muitos discos ficaram disponíveis nas lojas a partir da década de 1960. A admiração pela música moderna, especialmente a onda do rock-n-roll dos anos 60, encontrou certa tolerância da ideologia oficial e pouca resistência ativa. Tudo isso contribuiu para o declínio do movimento no início dos anos 60, quando os antigos stilyagi abandonaram o estilo de vida da juventude.
A influência do movimento stilyagi na cultura soviético-russa é enorme. Muitos dos músicos, escritores, editores de cinema e outras personalidades culturais russos mais respeitados da atualidade pertenciam ao movimento ou compartilhavam seu estilo de vida livre e boêmio. Há um filme musical de comédia russo de 2008, Stilyagi, sobre essa subcultura.